# Lepidorytis sulcata
Lepidorytis sulcata är en fjärilsart som beskrevs av Aurivillius 1899. Lepidorytis sulcata ingår i släktet Lepidorytis och familjen snigelspinnare. Inga underarter finns listade i Catalogue of Life.